# Langues nilotiques orientales

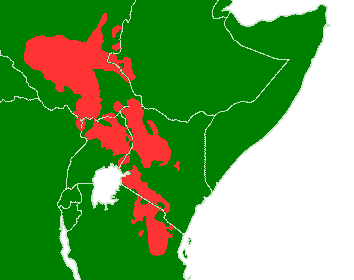
Répartition des langues nilotiques, en rouge sur la carte.

Les langues nilotiques orientales sont des langues du groupe nilotique, rattaché à la famille nilo-saharienne. 
Elles sont réparties sur une vaste région s'étendant sur le Soudan du Sud, le Kenya, l'Ouganda et la Tanzanie.

## Classification
Les langues nilotiques constituent un groupe de langues rattachées aux langues soudaniques orientales, à l'intérieur de l'ensemble nilo-saharien.
Selon Voßen les langues nilotiques orientales sont :
- Langues bari : bari, kakwa, mandari, nyangwara, kuku, ngyepu, pöjulu
- Langues lotuho-maa (2 sous-groupes) :
  - Lotuxo : otuho, dongotono, lango, lokoya, lopit
  - Ongamo-maa : maasai avec le samburu et le camus, ongamo
- Langues teso-turkana (2 sous-groupes) :
  - teso
  - karimojong, toposa, turkana, nyangatom (en)